# Barcarola (revista)
Barcarola: revista de creación literaria es una revista de creación literaria y una editorial española con sede en la ciudad de Albacete. Creada en 1979, es la revista decana de las publicaciones literarias españolas.
Con una periodicidad cuatrimestral, es editada por el Ayuntamiento y la Diputación de Albacete. Está dirigida por Juan Bravo Castillo y José Manuel Martínez Cano. Incluye secciones como poesía, narrativa o crítica literaria.
Barcarola es una referencia de la literatura en España. Ha publicado textos inéditos de escritores como Rafael Alberti, Rubén Darío, Federico García Lorca, Miguel de Unamuno, Vicente Aleixandre o Camilo José Cela.